# Лецовица
Лецовица (укр. Лецовиця) — село в Чинадиевской поселковой общине Мукачевского района Закарпатской области Украины.
Население по переписи 2001 года составляло 825 человек. Почтовый индекс — 89663. Телефонный код — 3131. Занимает площадь 0,791 км². Код КОАТУУ — 2122780802.